# Михеева, Екатерина Григорьевна
Екатери́на Григо́рьевна Михе́ева (7 декабря 1924, с. Савино, Верхнеуслонский район, Татарская АССР — 3 февраля 2017, Екатеринбург) — советский и российский врач-офтальмолог, учёный, педагог, доктор медицинских наук, профессор.

## Биография
Екатерина Григорьевна Михеева родилась 7 декабря 1924 года в большой и трудолюбивой крестьянской семье, где было четверо детей. Чтобы избежать раскулачивания, семья в конце 1920-х годов решилась на переезд: сначала в Набережные Челны, затем в Елабугу, далее в Воткинск. Через несколько лет перебрались в Казань.
В Казани Катя с отличием окончила школу. В 1947 году, тоже с отличием, — Казанский медицинский институт. На пятом курсе института слушала лекции профессора Валентия Емилиановича Адамюка — доктора, который в детстве спас ей зрение. У него же училась в клинической ординатуре.
С 1950 года, окончив ординатуру, на протяжении четырёх лет работала по распределению в закрытом городе Свердловск-44 (ныне Новоуральск). Там написала научную работу «Влияние профессиональных вредностей основного производства на состояние зрения у рабочих». Статья была опубликована в научном журнале. В 1953 году Е. Г. Михеева была удостоена знака «Отличник здравоохранения».
Весной 1954 года успешно сдала экзамены в аспирантуру Московского НИИ глазных болезней им. Гельмгольца. По окончании аспирантуры вышла замуж и вновь оказалась на Урале. В 1957 году приступила к работе в качестве ассистента кафедры глазных болезней Свердловского медицинского института.
В 1960 году Е. Г. Михеева защитила кандидатскую диссертацию на тему «Состояние проницаемости сосудов переднего отрезка глаза под влиянием ионизирующего облучения», в 1975 году — докторскую диссертацию на тему «Материалы к гипоталамической патологии при первичной глаукоме».
Профессор Е. Г. Михеева на протяжении 23 лет (1964—1965 и 1971—1992) руководила кафедрой глазных болезней Свердловского медицинского института. Постоянно читала лекции студентам, проводила с ними практические занятия. Она — пионер уральской глазной хирургии с использованием микроскопа: в 1978 году провела первую в Свердловской области операцию на глазах под микроскопом, в 1981 — выполнила первую в регионе имплантацию искусственного хрусталика. Благодаря её усилиям, в Свердловске были организованы два областных центра: офтальмотравматологический и глаукомный.
В 1985 году усилиями Е. Г. Михеевой и сотрудников руководимой ею кафедры город Свердловск стал основным кандидатом на открытие здесь единственного на Урале филиала МНТК «Микрохирургия глаза». Для работы в будущей клинике было подготовлено 20 молодых специалистов. Решающее влияние на выбор ими специальности оказала профессор Михеева. Филиал открылся в 1988 году, ныне это Екатеринбургский центр МНТК «Микрохирургия глаза» — крупнейшая клиника Российской Федерации.
На протяжении тридцати лет Е. Г. Михеева возглавляла областное научное общество офтальмологов. Ею получено пять свидетельств на изобретения, написано 350 научных статей, изданы многочисленные монографии и методические пособия. Среди её учеников — известные учёные: профессор, академик РАН Х. П. Тахчиди; профессор, заведующий кафедрой глазных болезней УГМУ С. А. Коротких.
Е.Г. Михеева награждена орденом Дружбы народов, медалью «За доблестный труд в Великой Отечественной войне 1941—1945 гг.»
Умерла 3 февраля 2017 года в Екатеринбурге.